# Speak Low

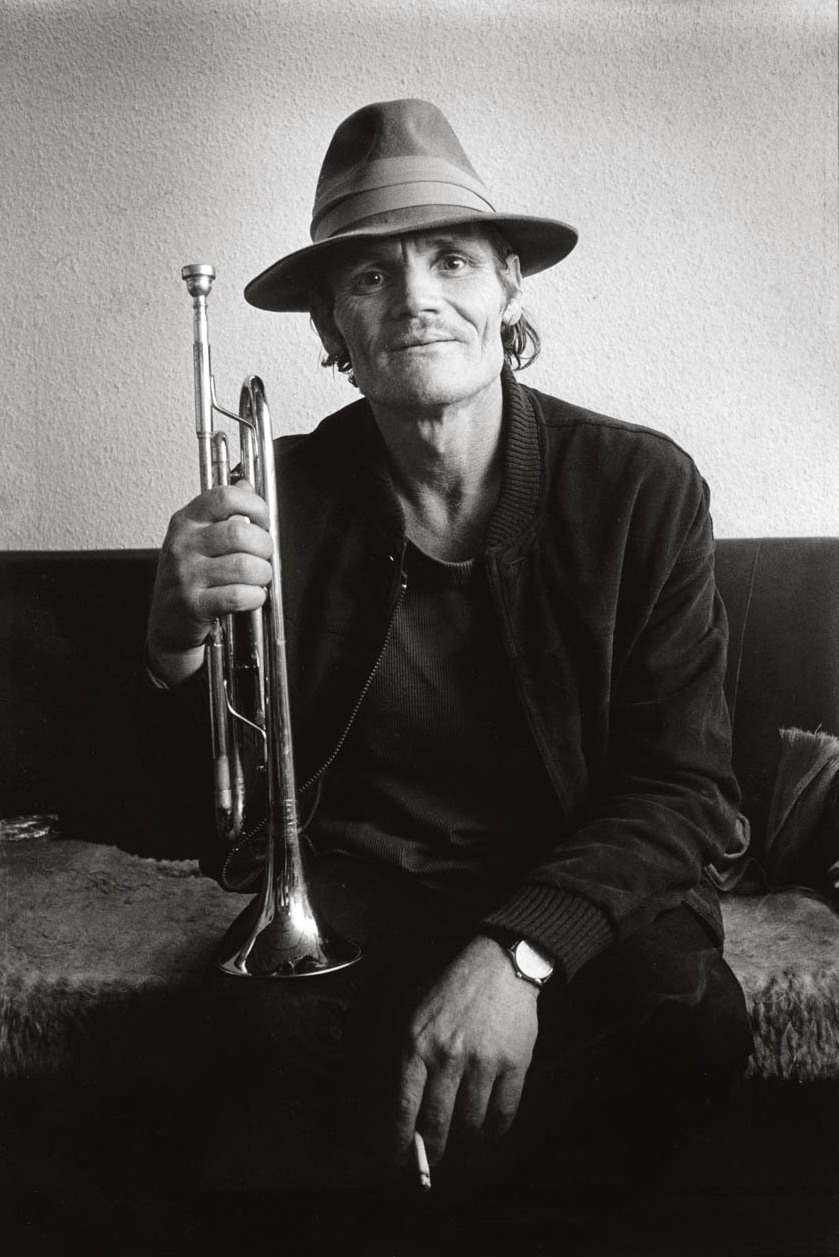
Chet Baker

A Speak Low egy 1943-ban született és sok évtizede sikerrel előadott dzsessz-dal. Zeneszerzője Kurt Weill, míg a szöveget Ogden Nash írta. A dalt egy Broadway musical, a One Touch of Venus előadása hozta divatba (1943).

## Híres felvételek
Az idők folyamán aztán rengetegen előadták, szöveggel vagy anélkül, szólisták és zenekarok, így többek között:
- Billie Holiday
- Tony Bennett
- Dee Dee Bridgewater
- Barbra Streisand
- Chet Baker
- Gerry Mulligan
- Bill Evans
- Sonny Clark
- John Coltrane
- Ella Fitzgerald
- Joe Pass
- Stan Kenton
- Nina Hoss
- Sarah Vaughan
- Norah Jones
- Frank Sinatra
- Chet Baker
- Diane Schuur
- Sonny Clark
- Dick Haymes
- Anita O’Day
- Glenn Miller Orchestra
- Carmen McRae
- Bill Evans
- Lionel Hampton
- Ahmad Jamal
- Coleman Hawkins
- Caterina Valente
- Chris Connor
- Henri Salvador
- Lena Horne
- Rhoda Scott
- Sophie Milman
- Harcsa Veronika...